# Görjemyrtjärnen, Västerbotten
Görjemyrtjärnen är en sjö i Robertsfors kommun i Västerbotten och ingår i Dalkarlsåns huvudavrinningsområde.